# Retorte (Heraldik)
Die Retorte ist in der Heraldik eine gemeine Figur.
Schon das im Mittelalter verwendete einfache Destilliergefäß gehört zu den wichtigsten Gefäßen der Alchemisten und Apotheker. Die Darstellung als Wappenfigur folgt der natürlichen Form. Das lange, abwärts gebogene, sich zum Ende hin verjüngende Rohr des Kolbens bestimmt die Lage im Wappen und ist bei der Wappenbeschreibung zu erwähnen. Die Farbe der Retorte ist meistens Silber oder Gold. Mit der Wahl der Tingierung wird versucht, den Glaskörper der Retorte so darzustellen, dass auch der Inhalt als Abweichung, wenn erforderlich, im Wappen sichtbar wird. Die Kolbenfüllung kann alle heraldische Farben haben, sollte aber einen Kontrast aufweisen. Die zusätzlichen Geräte, wie Ständer, Brenner usw., wenn im Wappen, sind zu erwähnen. 
Verschiedene Städte haben die Retorte aus ihren Wappen verbannt. Beispiele sind Premnitz und Staßfurt.
Als Symbol in der Paraheraldik (Armee, Vereine usw.) ist die Retorte ein oft gewähltes Zeichen für den Bezug zur Chemie.

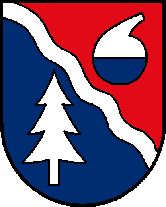
Halbgefüllte Retorte im Wappen von Lenzing, links zeigend
Zwei Retorten im Schildhaupt von Verreries-de-Moussans, links zeigend
im Wappen von Burgkirchen an der Alz auf goldenem Dreibein
Kędzierzyn (Polen) mit Kolben